# Akkumulator (elektrisk)
 For alternative betydninger, se Akkumulator. (Se også artikler, som begynder med Akkumulator)
En elektrisk akkumulator eller et genopladeligt batteri er en transducer og et kemisk system, der kan lagre elektrisk energi som kemisk energi.
I dag findes der følgende typer akkumulatorceller:
- NiCd – Nikkel-Cadmium-akkumulator.
- NiMH – Nikkel-Metal-Hydrid
  - NiMH-akkumulatorer med lav selvafladning.
- Bly-syre-akkumulator – "normal" og forseglet: SLA (Sealed Lead Acid).
- Lithium-ion-akkumulator.
- Lithium-polymer-akkumulator.
- Lithium-jern-fosfat-akkumulator – yderst robust og langtidsholdbar akkumulator.
- Nikkel-jern-akkumulator

og
- Redox-flow-celle

## Test af akkumulatorer
Der er flere akkumulatoregenskaber der bør testes for – nogle af de vigtige er:
- Indre modstand
- Kapacitet
- Selvafladning (varierer med temperaturen)

### Kapacitet
Kapacitet måles ved at lade cellen helt op – og dernæst aflade den med en bestemt strømbelastning – f.eks. den samme som cellens pålydende kapacitet (700mAh) aflades med 700mA indtil cellen er afladet til ca. 1 volt for NiCd, NiMH – og vistnok 2,5V for en Li-ion celle (check fabrikantens datablad – vigtigt!).

### Selvafladning
Selvafladning testes ved at lade cellen helt op og lægge cellen ved ca. 20 °C i f.eks. 1-2 uger og så – f.eks. den samme som cellens pålydende kapacitet (700mAh) aflades med 700mA indtil cellen er afladet til ca. 1 volt for NiCd, NiMH – og vistnok 2,5V for en Li-ion celle (check fabrikantens datablad – vigtigt!).

### Indre modstand
Indre modstand måles med dette ESR-meter, hvor der i vejledningen står at det kan anvendes.

## Levetid
Alle akkumulatortyper får forringet deres levetid betydeligt, hvis en eller flere celler lades den forkerte vej, f.eks. pga. for stor afladning af en serieforbundet cellepakke.
Af udstyr der som regel sikrer mod celleladning den forkerte vej er udstyr med seriefundne celler i:
- Udstyr med LiIon-celler (af sikkerhedsgrunde)
- de fleste bærbare computere

Af udstyr der som regel ikke sikrer mod for stor celleafladning eller celleladning den forkerte vej er udstyr med seriefundne celler i:
- Akkumulatordrevne boremaskiner

Af udstyr der som regel sikrer mod for stor celleafladning af en enkelt celle er:
- Udstyr med LiIon-celler (ellers sænkes cellelevetiden drastisk)